# Comisaría del Caquetá
La comisaría del Caquetá fue una antigua entidad territorial de Colombia que correspondía a la totalidad del hoy departamento del Caquetá, ubicado al sur de este país, más algunas zonas pertenecientes a los actuales de Putumayo y Amazonas. La entidad fue creada por medio del decreto 642 de 1912 y elevada a la categoría de intendencia por medio del decreto 963 del 14 de marzo de 1950.
La comisaría durante su existencia cambió muchas veces de límites tanto internos (por la creación de otras entidades segregadas de la misma) como externos (debido a la fijación de fronteras internacionales con el Brasil y el Perú). De tal modo, cuando fue creada en 1912 abarcaba los territorios de los actuales Caquetá y Amazonas; en 1920 se modificaron sus límites con el Putumayo mediante el decreto 82; en 1928 es creada la Comisaría del Amazonas por medio de la ley 96 del 17 de noviembre, segregandole al Caquetá parte de su región sur colindante con el Brasil; la ley 2 del 7 de noviembre de 1931 elevó al Amazonas a la categoría de intendencia y modificó las fronteras de ésta con las comisarías del Caquetá y Putumayo.